# Antelo (Entre Ríos)
Antelo es una localidad y comuna de 2ª categoría del distrito Corrales del departamento Victoria, en la provincia de Entre Ríos, Argentina. Lleva el nombre de la estación de ferrocarril denominada Estación Antelo.
La población de la localidad, es decir sin considerar el área rural, era de 207 personas en 1991 y de 178 en 2001. La población de la jurisdicción de la junta de gobierno era de 271 habitantes en 2001.
Es un pueblo de vida semirrural ubicado a escasos kilómetros de la ciudad de Victoria.
Debe su nombre al coronel José Francisco Antelo, que fuera gobernador de la provincia de Entre Ríos. Hijo de José Antelo y de Petrona González Mármol, fue de los jóvenes de antiguas familias de la ciudad de Paraná que reclutara el general Justo José de Urquiza para formar los cuadros de oficiales del ejército de Entre Ríos.
La estación se encuentra entre las estaciones Victoria y Febre.

## Comuna
La reforma de la Constitución de la Provincia de Entre Ríos que entró en vigencia el 1 de noviembre de 2008 dispuso la creación de las comunas, lo que fue reglamentado por la Ley de Comunas n.º 10644, sancionada el 28 de noviembre de 2018 y promulgada el 14 de diciembre de 2018. La ley dispuso que todo centro de población estable que en una superficie de al menos 75 km² contenga entre 400 y 700 habitantes, constituye una comuna de 2ª categoría. La Ley de Comunas fue reglamentada por el Poder Ejecutivo provincial mediante el decreto 110/2019 de 12 de febrero de 2019, que declaró el reconocimiento ad referéndum del Poder Legislativo de 21 comunas de 2ª categoría con efecto a partir del 11 de diciembre de 2019, entre las cuales se halla Antelo. La comuna está gobernada por un departamento ejecutivo y por un consejo comunal de 6 miembros, cuyo presidente es a la vez el presidente comunal. Sus primeras autoridades fueron elegidas en las elecciones de 9 de junio de 2019.